# STS-51
STS-51 e петдесет и седмата мисия на НАСА по програмата Спейс шатъл и седемнадесети полет на совалката Дискавъри.

## Екипаж
| Пост                    | Астронавт                               |
| ----------------------- | --------------------------------------- |
| Командир                | Франк Кълбъртсън втори космически полет |
| Пилот                   | Уилям Реди втори космически полет       |
| Специалист на мисията 1 | Джеймс Нюман първи космически полет     |
| Специалист на мисията 2 | Даниел Бурш първи космически полет      |
| Специалист на мисията 3 | Карл Уолц първи космически полет        |

- Броят на полетите е преди и включително тази мисия.

## Полетът
Стартът е отлаган три пъти (17 и 24 юли и 12 август) по различни технически причини, след като екипажът вече е заел местата си в совалката. Основната цел на мисията е извеждането в космоса на Advanced Communications Technology Satellite ACTS. Този спътник е тест на нови технологии и технически решения за спътникова комуникация. Той е изведен на първия ден от полета. 45 минути след извеждането се задейства двигателя на спътника, който го извежда на разчетната му геостационарна орбита. Малко преди и по време на извеждането на спътника има много технически проблеми с комуникацията с наземния контрол. Самото извеждане става без проблеми след възстановяването на комуникациите на друга честота.
Втората част от полезния товар е автономния спътникORFEUS (Orbiting and Retrievable Far and Extreme UV Spectrometer). Той представлява ултравиолетов телескоп и е изведен на първия ден от полета и след 6-дневен самотоятелен полет е прибран на борда с помощта на дистанционния манипулатор Канадарм.
По време на полета се осъществява и една космическа разходка, по време на която се изпробват различни инструменти и методи за предстоящото обслужване на космическия телескоп Хъбъл.
След 158 обиколки на Земята совалката се приземява в космическия център „Кенеди“ в 07:56:11 UTC. Това е първото нощно кацане на космическа совалка.

## Параметри на мисията
- Маса:
  - При старта: ? кг
  - При кацането: 92 371 кг
  - Полезен товар: 18 947 кг
- Перигей: 300 км
- Апогей: 308 км
- Инклинация: 28,45°
- Орбитален период: 90.6 мин

### Космическа разходка
| № | Участници                | Начало                      | Край                        | Продължителност |
| - | ------------------------ | --------------------------- | --------------------------- | --------------- |
| 1 | Джеймс Нюман и Карл Уолц | 16 септември 1993 08:40 UTC | 16 септември 1993 15:45 UTC | 7 часа 5 минути |

## Галерия
- Стартът на совалката
- Извеждането на ACTS.
- Спътникът след изввеждането
- Нюман и Уолц по време на космическата разходка.
- „Залавянето“ на ORFEUS от Канадарм